# Grudzie
Grudzie (dawn. Łajski-Grudzie) – część miasta Legionowa w woj. mazowieckim, w powiecie legionowskim, położona we wschodniej części miasta.
W związku z utworzeniem powiatu nowodworskiego 1 lipca 1952 i nadaniem Legionowu praw miejskich tego samego dnia, gromadę Bukowiec wyłączono z gminy Jabłonna i włączono do Legionowa.